# Periplaneta ebneri
Periplaneta ebneri är en kackerlacksart som beskrevs av Karlis Princis 1951. Periplaneta ebneri ingår i släktet Periplaneta och familjen storkackerlackor. Inga underarter finns listade i Catalogue of Life.